# Domingos Nascimento dos Santos Filho
Domingos Nascimento dos Santos Filho, detto Domingos (Nazaré das Farinhas, 12 dicembre 1985), è un ex calciatore brasiliano, di ruolo difensore.

## Caratteristiche tecniche
Gioca come difensore, preferibilmente centrale.

## Carriera

### Club
Domingos è cresciuto nel settore giovanile del Santos, dove ha vinto il Campeonato Paulista Under-17 nel 2001 e il Campeonato Brasileiro Série A. Mandato in prestito al Grêmio nel 2005, vinse la Série B 2005. È tornato al Santos nel 2006, vincendo il titolo paulista.
Il 20 aprile 2009 è stato protagonista di una delle espulsioni più veloci del calcio, giocando solo per una decina di secondi nella semifinale del Campionato Paulista 2009; ha iniziato una rissa con Diego Souza, che poi si è allargata anche ad altri compagni di squadra.

## Palmarès

### Club

#### Competizioni nazionali
- Campionato brasiliano: 1

Santos: 2004
- Campionato brasiliano di seconda divisione: 1

Grêmio: 2005
- Campionato paulista: 2

Santos: 2006, 2007